# Achatia confusa
Achatia confusa là một loài bướm đêm trong họ Noctuidae.